# Terme romane di Badenweiler
Le Terme Romane di Badenweiler sono le rovine delle terme romane di Badenweiler in Germania.

## Storia
Le terme erano dedicate a Diana Abnoba.
In epoca pre-romana le acque termali di Badenweiler vennero utilizzate dai celti. Subito dopo la conquista romana nacque un insediamento civile nel quale furono costruite delle terme probabilmente ristrutturate in epoche diverse. Le terme vennero dedicate a Diana Abnoba, la dea gallo-romana della Selva Nera.
Secondo i rilievi archeologici il primo edificio aveva una forma simmetrica, secondo un asse longitudinale. La prima ristrutturazione creò un ampliamento con un avancorpo a nord dell'edificio. Inoltre, vennero realizzati nuovi spogliatoi laterali con palestre sulla parte anteriore e due nuove piscine al posto dei vecchi spogliatoi.
Le terme vennero scoperte nel 1784 e nel 2001 gli scavi vennero protetti con delle coperture.

## Galleria d'immagini

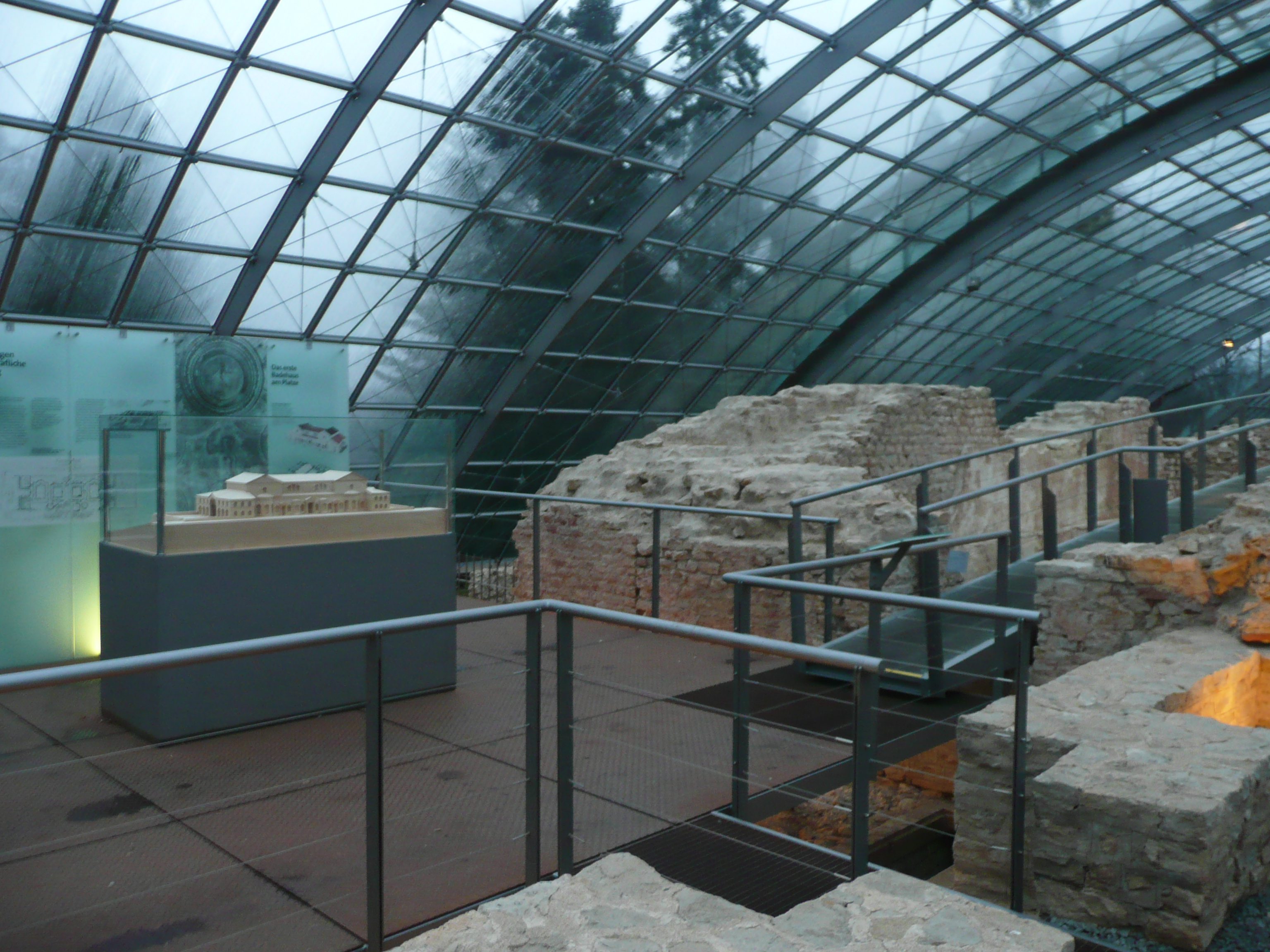
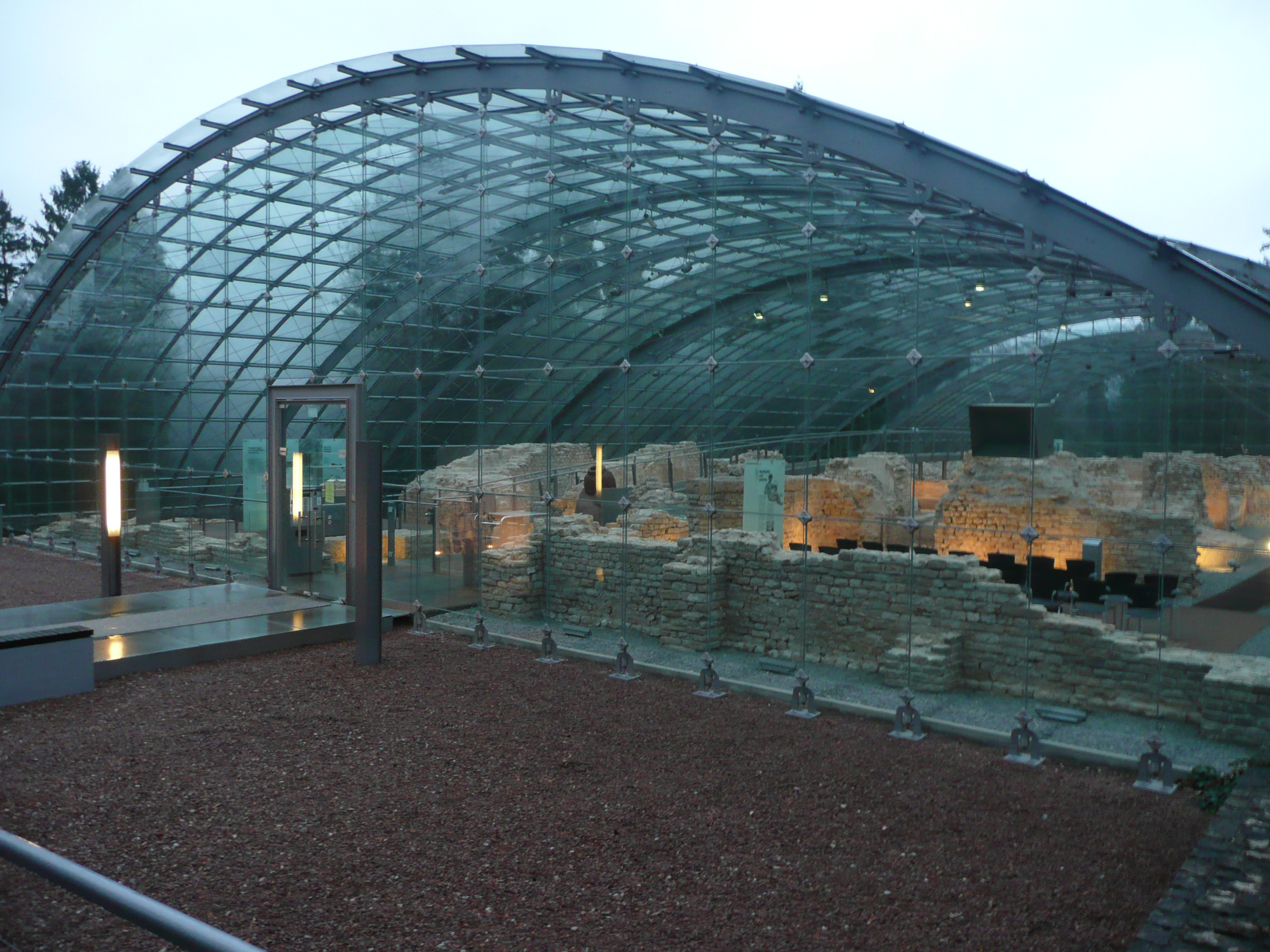
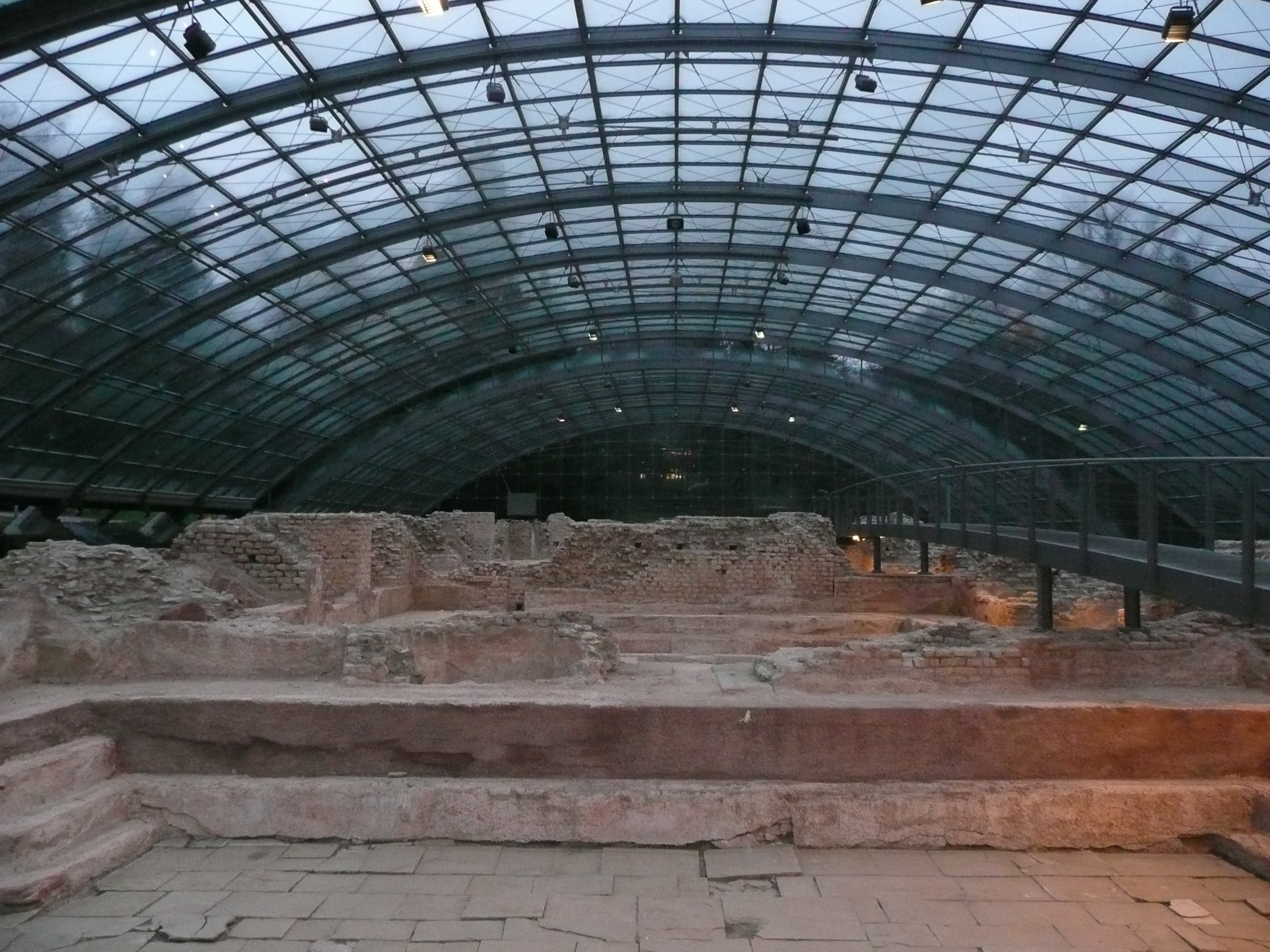
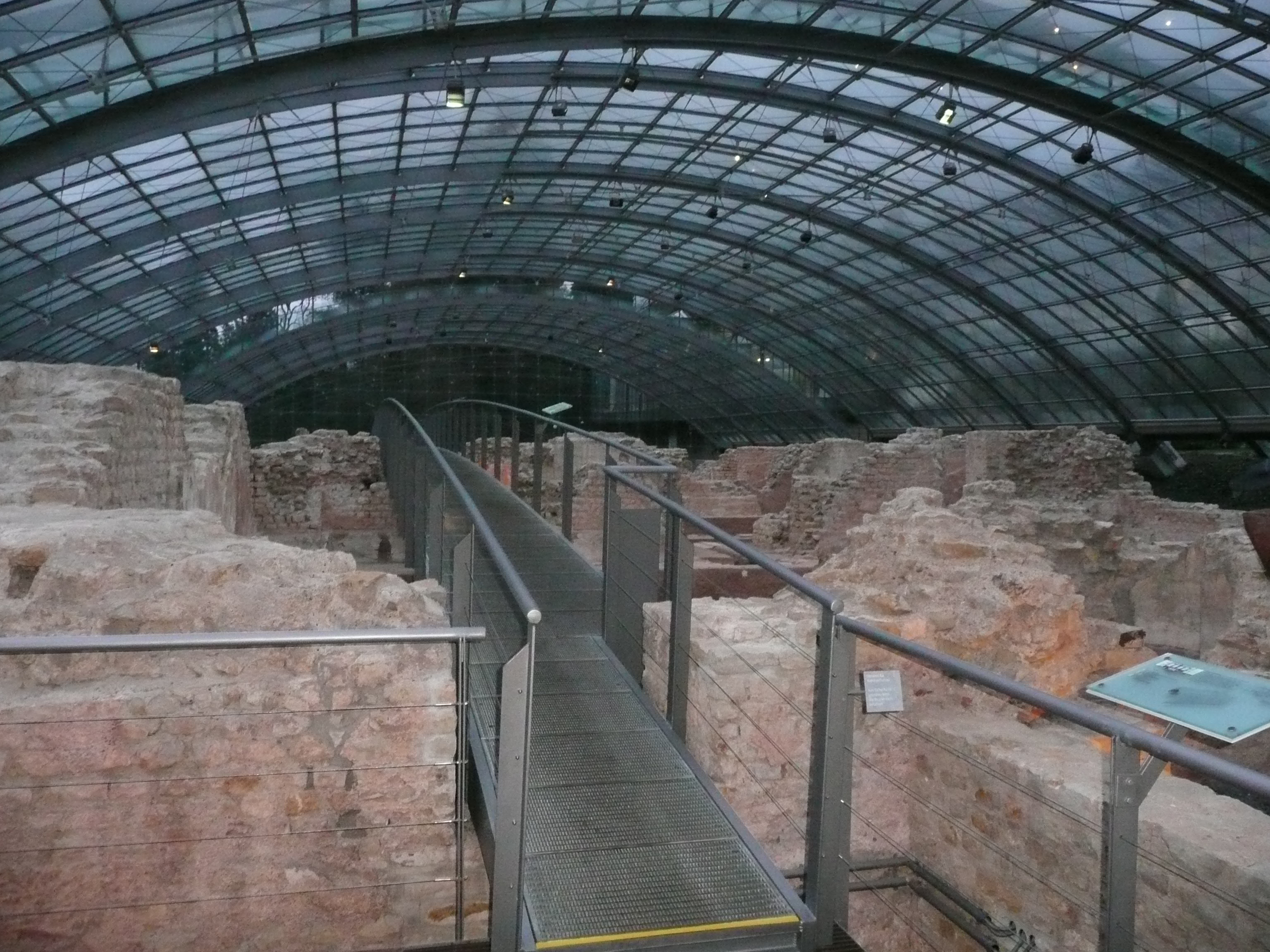
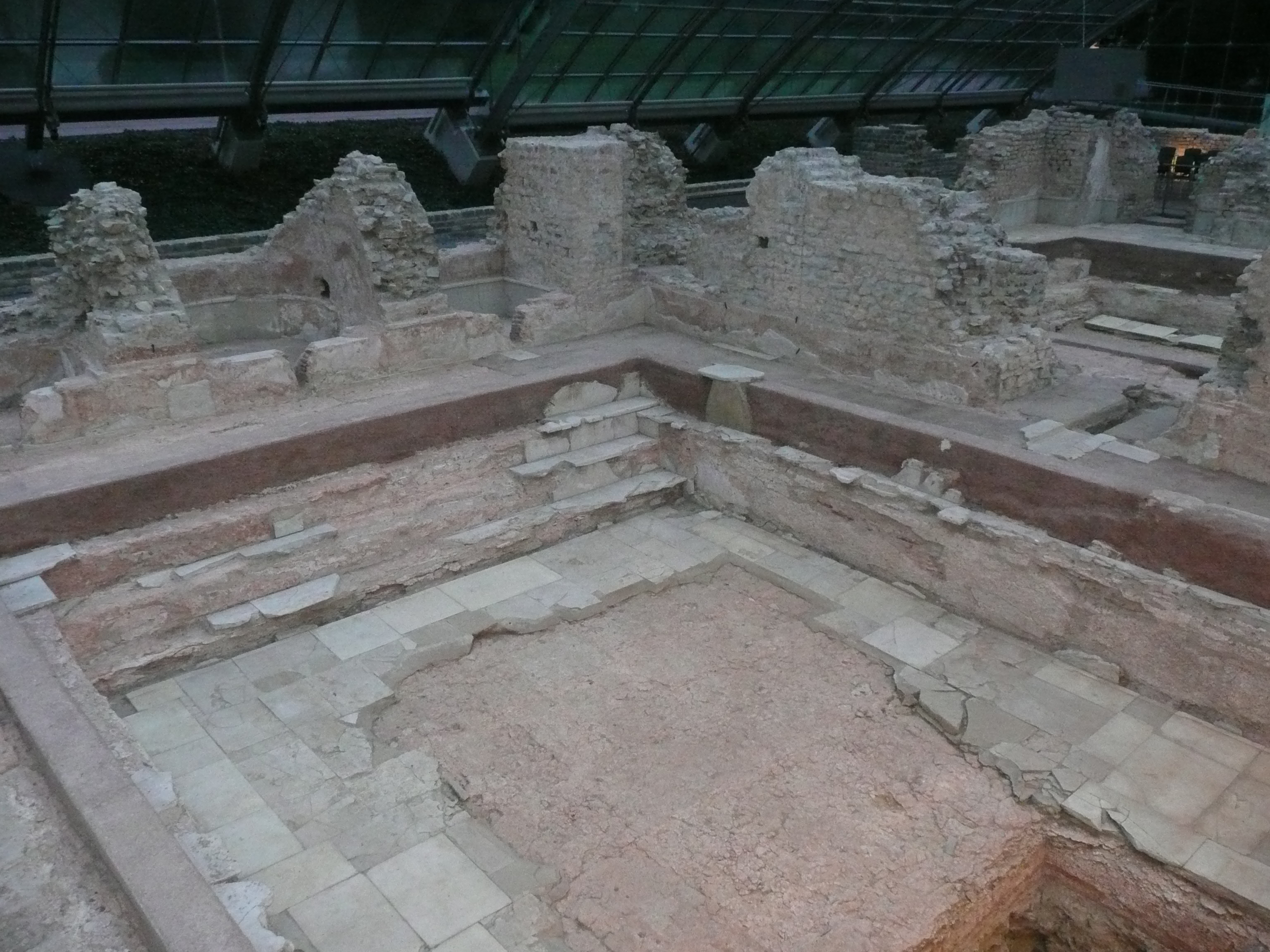
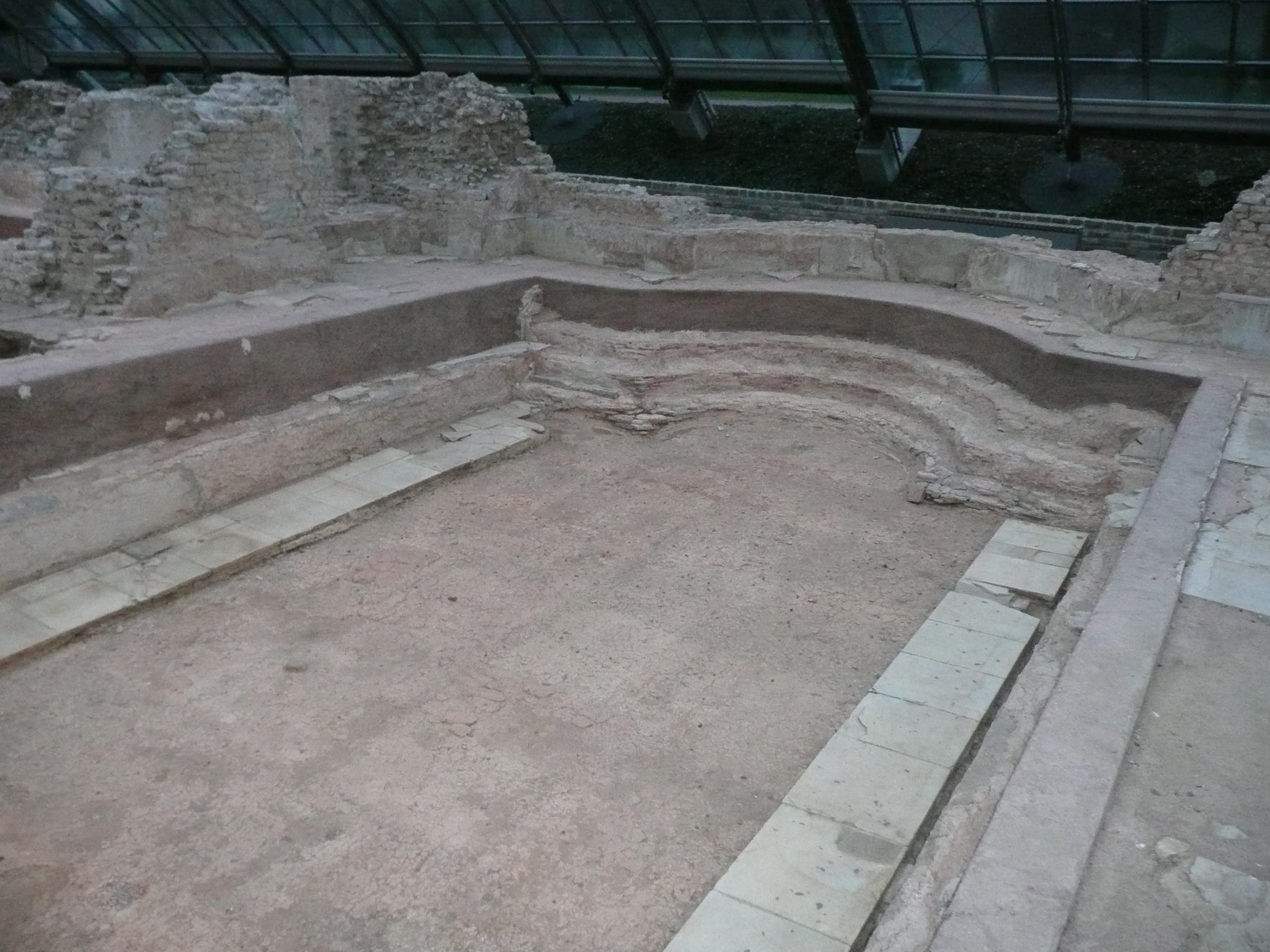
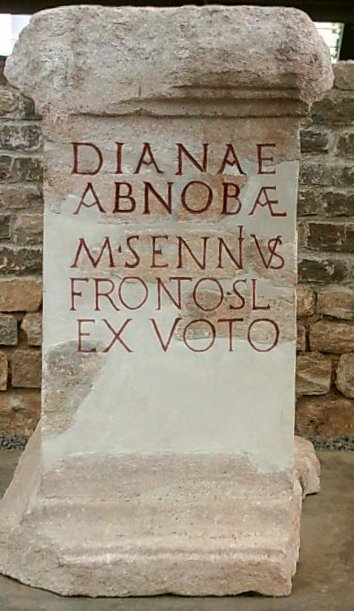